# Suillus spraguei
Suillus spraguei es una especie de hongo de la familia Suillaceae. Ha tenido una historia taxonómica compleja y es frecuente que sea mencionado como Suillus pictus en la literatura. Los cuerpos fructificantes se identifican con facilidad, debido a que tienen sombreros de color rojo oscuro cuando están frescos, son secos al tacto y tapizados con vellos y escamas separados por fisuras amarillas. En la parte inferior del sombrero hay pequeños poros amarillos y angulares, que se tornan de color marrón al envejecer la seta. El estipe lleva un anillo algodonoso de color grisáceo y, por lo general, está cubierto de vellos suaves o escamas.
La especie crece en una asociación micorrícica con varias especies de pino, en particular el pino estrobo, y los cuerpos fructificantes, que crecen en el suelo, aparecen desde principios de verano hasta el otoño. Tiene una distribución disjunta y se encuentra en el este de Asia, el noreste de América del Norte, México y en toda la distribución geográfica del árbol huésped. La seta es comestible, aunque las opiniones varían sobre su calidad. Si bien tiene similitudes con varias otras especies de Suillus, de las que S. decipiens es la más cercana genéticamente, S. spraguei se puede diferenciar por variaciones de color y tamaño.

## Descripción

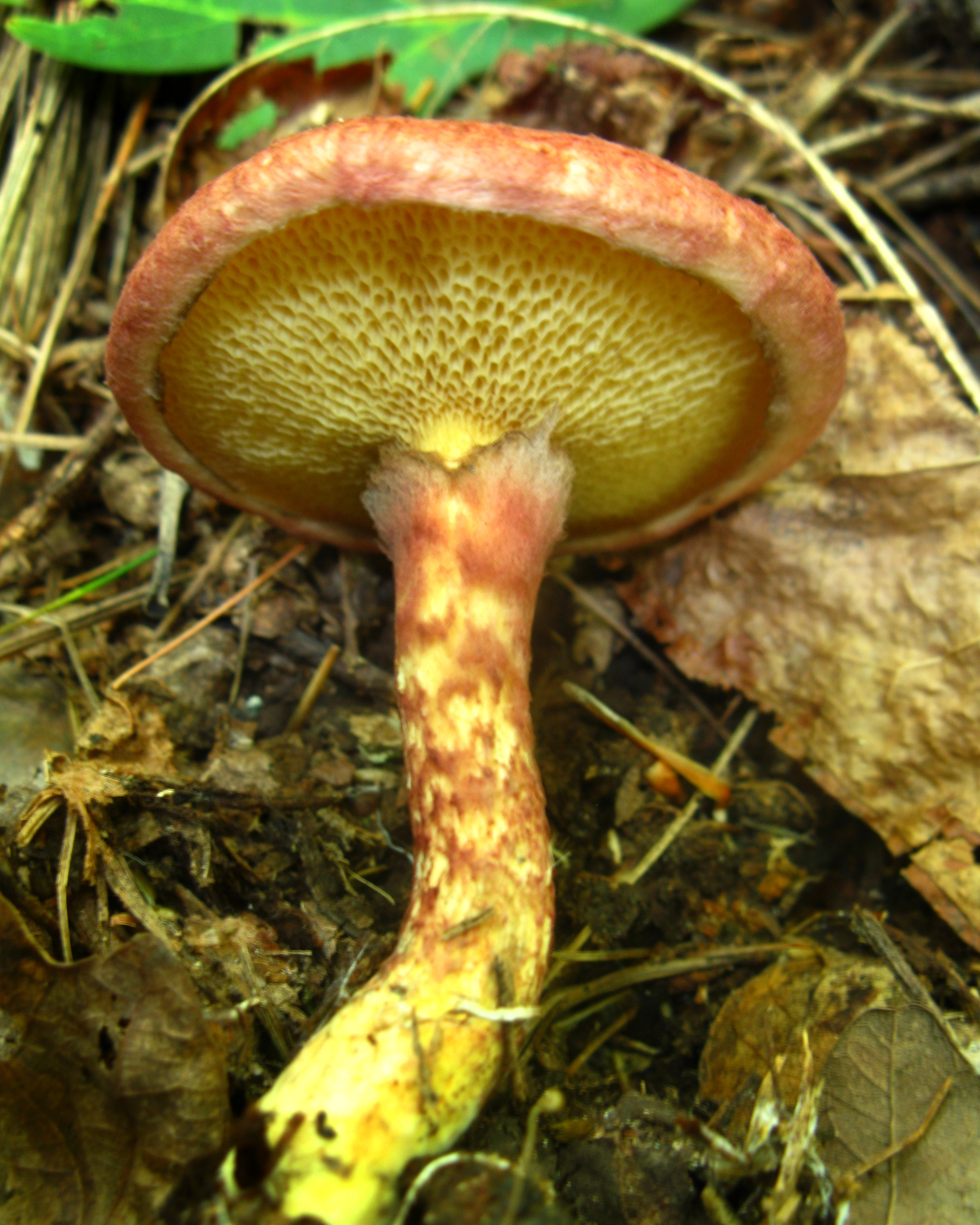
Los poros son grandes, angulares y dispuestos radialmente.

El sombrero del cuerpo fructificante o basidiocarpo mide 3-12 cm de diámetro y, dependiendo de su edad, tiene una forma más o menos cónica a convexa, hasta levemente aplanada en la madurez. Inicialmente, el borde se enrolla hacia abajo antes de enderezarse y es frecuente que cuelguen restos de velo parcial, lo que es escrito como «apendiculado». La superficie del sombrero está cubierta de filamentos densamente enredados, ásperos y de medidas similares. Las «escamas» son de color rosa a marrón rojizo, que se tornan gris-marrón pálido o amarillo opaco en la madurez. Bajo las escamas, la superficie del sombrero es de color amarillo pálido a amarillo anaranjado. Mientras que muchas otras especies de Suillus tienen uno pegajoso o viscoso, el de S. spraguei es seco. Por otra parte, su carne es amarilla.
Los poros en la parte inferior del sombrero son amarillentos y angulares, miden aproximadamente 0.5-5 mm de ancho y están formadas por tubos que se incrustan 4-8 mm en la superficie. Estos poros tienen un apego ligeramente decurrente al estipe o pie, es decir, se extienden en toda su longitud. Los especímenes jóvenes tienen un velo parcial fibroso y blanquecino que protege a los poros en desarrollo; cuando el sombrero se expande rasga el velo, que permanece como un anillo grisáceo sobre el pie. Este mide 4-12 cm  de longitud y 1-2.5 cm de espesor, de forma más o menos cilíndrica o, en ciertas ocasiones, con una parte inferior bulbosa similar a un trébol. La superficie del estipe es tomentosa, con escamas en la parte superior y un anillo en la mitad superior, que en su base es fibriloso y cubierto con un tapete de pelos suaves. La parte superior es amarilla, pero abajo de las escamas es rojo vino a marrón rojizo; la base es amarillo pálido a grisáceo. Generalmente, el pie es sólido, raramente hueco. El tejido de todas las partes del basidiocarpo —sombrero, poros y estipe— se tornará de color marrón poco después de ser golpeado o herido.

### Características microscópicas
Al aplicar una técnica de esporada, las esporas se observan de color oliva a marrón, aunque estas cambian a un tono arcilloso u oliva rojizo después del secado. Microscópicamente, tienen superficies lisas, miden 9-11 x 3-4.5 µm; de perfil lateral, tienen lados asimétricos y una depresión suprahiliar —una superficie indentada donde la espora se adhiere a los basidios—, mientras que de vista frontal tienen apariencia oblonga. Las esporas no son amiloides, lo que significa que no absorben el yodo cuando se tiñen con el reactivo de Melzer. Los basidios —las células protectoras en el himenio— tienen paredes delgadas, cuatro esporas y dimensiones de 17-19 x 5-7.8 µm. En presencia de hidróxido de potasio son hialinos (translúcidos) y se tornan de color amarillo pálido a casi hialino en reactivo de Melzer.
Varias partes de la seta tienen colores característicos al reaccionar con químicos de uso común en la identificación de hongos. La cutícula del sombrero se torna negruzca con la aplicación de una gota de hidróxido de potasio (KOH), solución de sulfato de hierro (FeSO4) o solución de amoníaco (NH3). La carne de la seta se tiñe de verde grisáceo a negro verdoso con una gota de FeSO4 y oliva a negro verdoso con KOH o hidróxido de amonio (NH4OH).

### Comestibilidad
La especie es comestible. Su sabor no es particular, aunque el olor ha sido descrito como «ligeramente afrutado». Algunos autores recomiendan su consumo, aunque se ennegrezca cuando se cocina, y la catalogan «entre los mejores [hongos] comestibles del género Suillus». Por el contrario, opiniones de otra fuente sobre los hongos de Quebec la describió como «pésimo comestible» (comestible médiocre) y advirtió de un sabor ligeramente ácido y aroma desagradable. En 2007, el micólogo Michael Kuo, en su libro 100 edible mushrooms, calificó el sabor como mediocre, al sugerir que «su consistencia babosa tiene todo el sabor de gelatina sin sabor». También recomendó freír las setas en rodajas finas en mantequilla o aceite hasta que adquiera una textura crujiente.

## Taxonomía
|  | S. decipiens |
|  |              |
|  | S. spraguei  |
|  |              |

|  | S. granulatus |
|  |               |
|  | S. placidus   |
|  |               |

|  | S. decipiens |
|  |              |
|  | S. spraguei  |
|  |              |

|  | S. granulatus |
|  |               |
|  | S. placidus   |
|  |               |

|  | \| \| S. americanus \| \| \| \| \| \| S. sibiricus \| \| \| \| |
|  |                                                                |
|  | S. subumbonatus                                                |
|  |                                                                |
|  | S. americanus                                                  |
|  |                                                                |
|  | S. sibiricus                                                   |
|  |                                                                |

|  | S. americanus |
|  |               |
|  | S. sibiricus  |
|  |               |

|  | S. intermedius  |
|  |                 |
|  | S. subalutaceus |
|  |                 |

|  | \| \| S. americanus \| \| \| \| \| \| S. sibiricus \| \| \| \| |
|  |                                                                |
|  | S. subumbonatus                                                |
|  |                                                                |
|  | S. americanus                                                  |
|  |                                                                |
|  | S. sibiricus                                                   |
|  |                                                                |

|  | S. americanus |
|  |               |
|  | S. sibiricus  |
|  |               |

|  | S. intermedius  |
|  |                 |
|  | S. subalutaceus |
|  |                 |

|  | \| \| S. americanus \| \| \| \| \| \| S. sibiricus \| \| \| \| |
|  |                                                                |
|  | S. subumbonatus                                                |
|  |                                                                |
|  | S. americanus                                                  |
|  |                                                                |
|  | S. sibiricus                                                   |
|  |                                                                |

|  | S. americanus |
|  |               |
|  | S. sibiricus  |
|  |               |

|  | S. intermedius  |
|  |                 |
|  | S. subalutaceus |
|  |                 |

|  | \| \| S. americanus \| \| \| \| \| \| S. sibiricus \| \| \| \| |
|  |                                                                |
|  | S. subumbonatus                                                |
|  |                                                                |
|  | S. americanus                                                  |
|  |                                                                |
|  | S. sibiricus                                                   |
|  |                                                                |

|  | S. americanus |
|  |               |
|  | S. sibiricus  |
|  |               |

|  | S. intermedius  |
|  |                 |
|  | S. subalutaceus |
|  |                 |

|  | S. decipiens |
|  |              |
|  | S. spraguei  |
|  |              |

|  | S. granulatus |
|  |               |
|  | S. placidus   |
|  |               |

|  | S. decipiens |
|  |              |
|  | S. spraguei  |
|  |              |

|  | S. granulatus |
|  |               |
|  | S. placidus   |
|  |               |

|  | \| \| S. americanus \| \| \| \| \| \| S. sibiricus \| \| \| \| |
|  |                                                                |
|  | S. subumbonatus                                                |
|  |                                                                |
|  | S. americanus                                                  |
|  |                                                                |
|  | S. sibiricus                                                   |
|  |                                                                |

|  | S. americanus |
|  |               |
|  | S. sibiricus  |
|  |               |

|  | S. intermedius  |
|  |                 |
|  | S. subalutaceus |
|  |                 |

|  | \| \| S. americanus \| \| \| \| \| \| S. sibiricus \| \| \| \| |
|  |                                                                |
|  | S. subumbonatus                                                |
|  |                                                                |
|  | S. americanus                                                  |
|  |                                                                |
|  | S. sibiricus                                                   |
|  |                                                                |

|  | S. americanus |
|  |               |
|  | S. sibiricus  |
|  |               |

|  | S. intermedius  |
|  |                 |
|  | S. subalutaceus |
|  |                 |

|  | \| \| S. americanus \| \| \| \| \| \| S. sibiricus \| \| \| \| |
|  |                                                                |
|  | S. subumbonatus                                                |
|  |                                                                |
|  | S. americanus                                                  |
|  |                                                                |
|  | S. sibiricus                                                   |
|  |                                                                |

|  | S. americanus |
|  |               |
|  | S. sibiricus  |
|  |               |

|  | S. intermedius  |
|  |                 |
|  | S. subalutaceus |
|  |                 |

|  | \| \| S. americanus \| \| \| \| \| \| S. sibiricus \| \| \| \| |
|  |                                                                |
|  | S. subumbonatus                                                |
|  |                                                                |
|  | S. americanus                                                  |
|  |                                                                |
|  | S. sibiricus                                                   |
|  |                                                                |

|  | S. americanus |
|  |               |
|  | S. sibiricus  |
|  |               |

|  | S. intermedius  |
|  |                 |
|  | S. subalutaceus |
|  |                 |

|  | S. decipiens |
|  |              |
|  | S. spraguei  |
|  |              |

|  | S. granulatus |
|  |               |
|  | S. placidus   |
|  |               |

|  | S. decipiens |
|  |              |
|  | S. spraguei  |
|  |              |

|  | S. granulatus |
|  |               |
|  | S. placidus   |
|  |               |

|  | \| \| S. americanus \| \| \| \| \| \| S. sibiricus \| \| \| \| |
|  |                                                                |
|  | S. subumbonatus                                                |
|  |                                                                |
|  | S. americanus                                                  |
|  |                                                                |
|  | S. sibiricus                                                   |
|  |                                                                |

|  | S. americanus |
|  |               |
|  | S. sibiricus  |
|  |               |

|  | S. intermedius  |
|  |                 |
|  | S. subalutaceus |
|  |                 |

|  | \| \| S. americanus \| \| \| \| \| \| S. sibiricus \| \| \| \| |
|  |                                                                |
|  | S. subumbonatus                                                |
|  |                                                                |
|  | S. americanus                                                  |
|  |                                                                |
|  | S. sibiricus                                                   |
|  |                                                                |

|  | S. americanus |
|  |               |
|  | S. sibiricus  |
|  |               |

|  | S. intermedius  |
|  |                 |
|  | S. subalutaceus |
|  |                 |

|  | \| \| S. americanus \| \| \| \| \| \| S. sibiricus \| \| \| \| |
|  |                                                                |
|  | S. subumbonatus                                                |
|  |                                                                |
|  | S. americanus                                                  |
|  |                                                                |
|  | S. sibiricus                                                   |
|  |                                                                |

|  | S. americanus |
|  |               |
|  | S. sibiricus  |
|  |               |

|  | S. intermedius  |
|  |                 |
|  | S. subalutaceus |
|  |                 |

|  | \| \| S. americanus \| \| \| \| \| \| S. sibiricus \| \| \| \| |
|  |                                                                |
|  | S. subumbonatus                                                |
|  |                                                                |
|  | S. americanus                                                  |
|  |                                                                |
|  | S. sibiricus                                                   |
|  |                                                                |

|  | S. americanus |
|  |               |
|  | S. sibiricus  |
|  |               |

|  | S. intermedius  |
|  |                 |
|  | S. subalutaceus |
|  |                 |

|  | S. decipiens |
|  |              |
|  | S. spraguei  |
|  |              |

|  | S. granulatus |
|  |               |
|  | S. placidus   |
|  |               |

|  | S. decipiens |
|  |              |
|  | S. spraguei  |
|  |              |

|  | S. granulatus |
|  |               |
|  | S. placidus   |
|  |               |

|  | \| \| S. americanus \| \| \| \| \| \| S. sibiricus \| \| \| \| |
|  |                                                                |
|  | S. subumbonatus                                                |
|  |                                                                |
|  | S. americanus                                                  |
|  |                                                                |
|  | S. sibiricus                                                   |
|  |                                                                |

|  | S. americanus |
|  |               |
|  | S. sibiricus  |
|  |               |

|  | S. intermedius  |
|  |                 |
|  | S. subalutaceus |
|  |                 |

|  | \| \| S. americanus \| \| \| \| \| \| S. sibiricus \| \| \| \| |
|  |                                                                |
|  | S. subumbonatus                                                |
|  |                                                                |
|  | S. americanus                                                  |
|  |                                                                |
|  | S. sibiricus                                                   |
|  |                                                                |

|  | S. americanus |
|  |               |
|  | S. sibiricus  |
|  |               |

|  | S. intermedius  |
|  |                 |
|  | S. subalutaceus |
|  |                 |

|  | \| \| S. americanus \| \| \| \| \| \| S. sibiricus \| \| \| \| |
|  |                                                                |
|  | S. subumbonatus                                                |
|  |                                                                |
|  | S. americanus                                                  |
|  |                                                                |
|  | S. sibiricus                                                   |
|  |                                                                |

|  | S. americanus |
|  |               |
|  | S. sibiricus  |
|  |               |

|  | S. intermedius  |
|  |                 |
|  | S. subalutaceus |
|  |                 |

|  | \| \| S. americanus \| \| \| \| \| \| S. sibiricus \| \| \| \| |
|  |                                                                |
|  | S. subumbonatus                                                |
|  |                                                                |
|  | S. americanus                                                  |
|  |                                                                |
|  | S. sibiricus                                                   |
|  |                                                                |

|  | S. americanus |
|  |               |
|  | S. sibiricus  |
|  |               |

|  | S. intermedius  |
|  |                 |
|  | S. subalutaceus |
|  |                 |

La historia taxonómica de Suillus spraguei ha sido complicada. Aunque originalmente el primer espécimen fue recolectado en Nueva Inglaterra por Charles James Sprague en 1856, una descripción científica formal no fue publicada hasta 1872, cuando Miles Joseph Berkeley y Moses Ashley Curtis la llamaron Boletus spraguei. En una publicación que apareció el año siguiente, el micólogo estadounidense Charles Horton Peck la denominó Boletus pictus. También Berkeley y Curtis habían descrito lo que creían que era una nueva especie —Boletus murraii—, aunque luego esta fue considerada por Rolf Singer como simplemente una versión más joven de Boletus spraguei. Aunque la descripción de Peck fue publicada en 1873, las fechas de las firmas de la divulgación original revelaron que él había enviado sus documentos a la imprenta antes que el trabajo de Berkeley y Curtis en 1872, por lo que su trabajo tenía prioridad de nomenclatura de acuerdo con las reglas de nomenclatura de los hongos. Sin embargo, en 1945, Singer informó que el nombre Boletus pictus era ilegítimo porque se trataba de un homónimo, ya que dicha nomenclatura se utilizaba para una seta polipora descrita por Carl Friedrich Schultz en 1806. La denominación fue cambiada oficialmente a Suillus spraguei en 1986, aunque Carl Ernst Otto Kuntze la había transferido previamente al taxón Suillus en 1898.
Un análisis molecular publicado en 1996 de las treinta y ocho especies de Suillus, utilizó las secuencias de sus espaciadores internos transcritos para inferir relaciones filogenéticas y aclarar la taxonomía dentro del género. Los resultados indican que S. spraguei está estrechamente relacionada con S. decipiens; además, S. granulatus y S. placidus, en una descendencia paralela, comparten un antepasado común con dos las especies antes mencionadas. Estos resultados fueron corroborados y ampliados en publicaciones posteriores, que evaluaron las relaciones entre las especies aisladas de algunos miembros de Suillus en Asia y el este de América del Norte. El análisis apoyó la hipótesis de que S. spraguei y S. decipiens, en China y los Estados Unidos, eran parientes más cercanos que los demás y que el clado que los contenía podría ser dividido en cuatro subgrupos diferentes: S. decipiens, S. spraguei —radicada en los Estados Unidos—, S. spraguei —Yunnan— y S. spraguei —Jilin—. El epíteto específico spraguei  es un homenaje al colector C. J. Sprague, mientras que pictus significa «pinto» o «coloreado».

### Especies similares

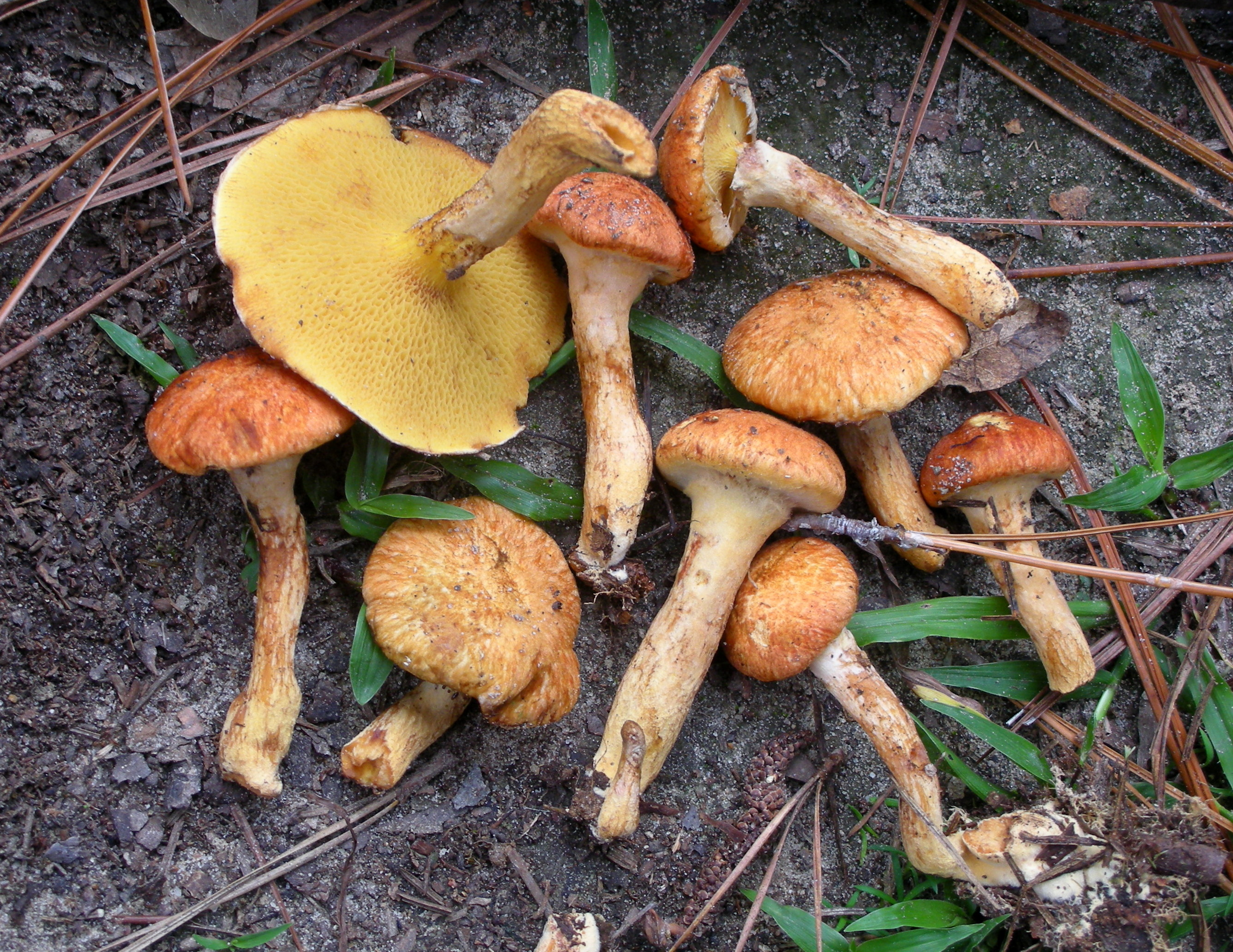
Suillus decipiens, una especie de aspecto similar.

S. spraguei es una seta comestible muy popular entre los recolectores novatos, ya que es fácilmente identificable por su apariencia y asociación con los pinos blancos. Aunque es poco probable que se pueda confundir con otras especies por estos distintivos, no comparte características similares con otras de Suillus. Tiene cierta semejanza con S. ochraceoroseus, pero esta última especie tiene una esporada más oscura, un estipe más grueso y crece en asociación con el alerce. S. cavipes, otra asociada con los alerces, es más marrón y tiene un pie hueco. S. lakei tiene colores menos brillantes que S. spraguei, un estipe más corto y, por lo general, crece a la par del abeto de Douglas. S. decipiens tiene un sombrero rojizo de menor intensidad cuando está joven, pero el color de los ejemplares más maduros se desvanece y pueden parecerse al de S. spraguei. Generalmente, S. decipiens tiene una estatura menor, un sombrero de 4-7 cm de diámetro y un pie de aproximadamente 4-7 cm de longitud por 0.7-1.6 cm de grosor. Además, sus poros tienen forma irregular, miden 0.5-1 mm de diámetro en la madurez y se tiñen de un tono avellana oscuro en lugar de rojizo o marrón. Se encuentra en el sudeste de los Estados Unidos, desde Nueva Jersey hasta el sur de la Florida y el oeste de Texas.

## Ecología, hábitat y distribución

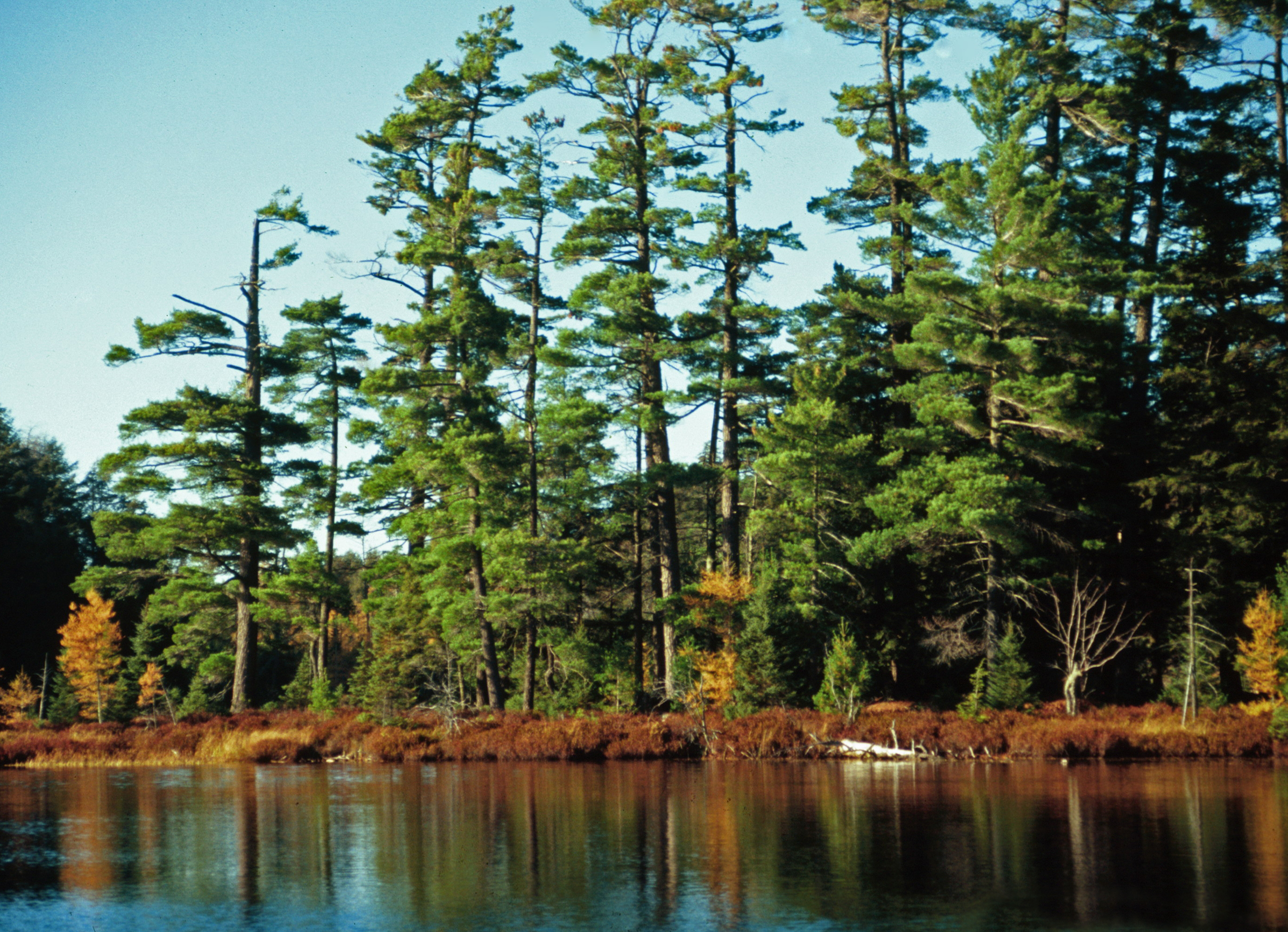
El pino de Weymouth es la micorriza norteamericana más predominate de Suillus spraguei.

En la naturaleza, Suillus spraguei establece relaciones ectomicorrícicas con pinos de cinco acículas. Esta es una relación de beneficio mutuo en la que las hifas crecen alrededor de las raíces de los árboles, lo que permite al hongo recibir humedad, protección y subproductos nutritivos del árbol; a cambio, S. spraguei ofrece al árbol un mayor acceso a los nutrientes del suelo. También produce tubérculos ectomicorrizos cubiertos con proyecciones similares a verrugas, que se describen como «agregados ectomicorrícicos de raíces» encerradas en una cáscara fúngica, y «haces de micelio» que son cordones micóticos tubulares con una cubierta exterior dura. El hongo tiene especificidad ecológica del anfitrión y en suelos naturales solo puede asociarse con los pinos blancos, una agrupación de árboles clasificados en el subgénero Strobus del género Pinus. Sin embargo, en condiciones de cultivo puros y controlados en el laboratorio, se ha demostrado también que forma asociaciones con el pino rojo americano, el pino bronco y el pino taeda. Las poblaciones asiáticas se asocian con el pino de Corea, el pino chino de Armand, el pino enano siberiano y el pino blanco japonés. En América del Norte, los basidiocarpos aparecen a partir de junio antes que la mayoría de boletos —generalmente, los cuerpos fructificantes de los boletos comienzan a aparecer entre julio y septiembre—, aunque pueden encontrarse hasta octubre.
Las setas pueden ser parasitadas por el hongo Hypomyces completus. En la etapa asexual de H. completus, esta aparece primero como manchas de moho blanquecino sobre la superficie del sombrero o estipe y rápidamente se extiende hasta cubrir toda la superficie del hongo y producir conidios o esporas asexuales. En el estado sexual, el moho cambia de color, se torna marrón amarillento a marrón puro, marrón verdoso y finalmente negro, ya que produce peritecios, es decir, estructuras sexuales portadoras de ascas que crean ascosporas. Los peritecios están cubiertos con granos que dan a la superficie una textura rugosa.

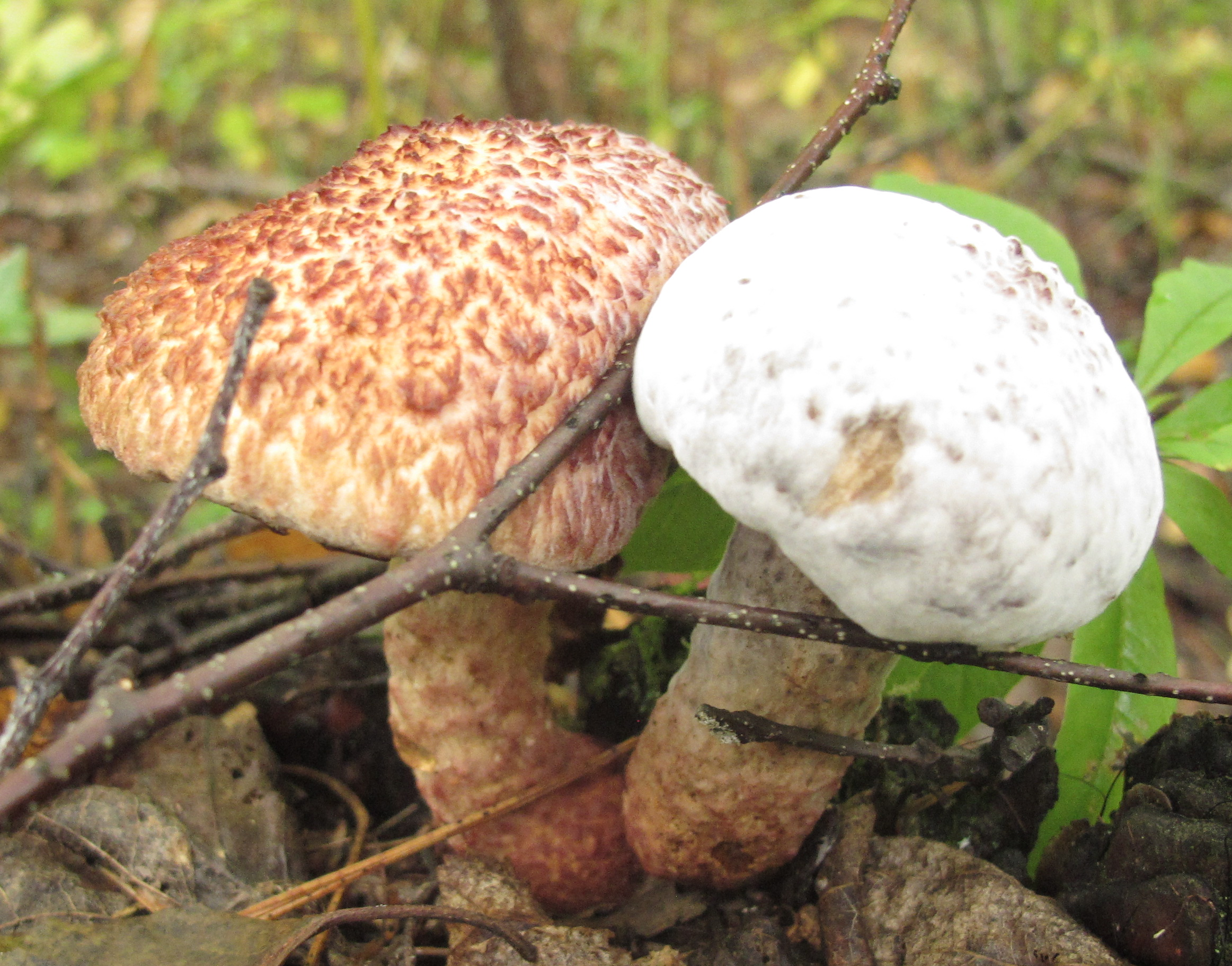
El basidiocarpo derecho siendo atacado por el parásito Hypomyces completus.

Un estudio de campo realizado en Japón encontró que S. spraguei era el hongo dominante en una hilera de pinos de Corea de 21 años de edad, tanto en términos de ectomicorrizas —medida como porcentaje de la biomasa presente en las muestras de suelo— como de producción de cuerpos frutificantes —que comprendió más de 90 % del peso en seco total de basidiocarpos recogidos de todas las especies testeadas—. La producción de basidiocarpos de S. spraguei se promedió en alrededor de un metro cuadrado, sin mucha variación durante el período de estudio de cuatro años. Las setas aparecían, sobre todo, entre agosto y noviembre, tendían a crecer en grupos y la distribución espacial de estos era aleatoria —la ubicación de los grupos no era correlacionable con apariciones en años anteriores—. La densidad fúngica a lo largo de un sendero forestal era superior a la media, lo que sugiere una preferencia por hábitats perturbados. Los resultados también indicaron que S. spraguei prefiere producir los basidiocarpos en zonas con baja acumulación de hojarasca, un hallazgo corroborado en una publicación posterior. También este estudio determinó que el hongo se propaga principalmente por crecimiento vegetativo —extensión subterránea de micelio—, en lugar de la colonización por esporas.
La especie tiene una distribución disjunta y se conoce en varias localidades en Asia, especialmente en China, Japón, Corea y Taiwán. En América del Norte, su área de distribución se extiende desde el este de Canadá (Nueva Escocia) hasta el sur de las Carolinas y al oeste de Minesota. También se ha recogido en México (Coahuila de Zaragoza y Durango). Además, la especie ha sido introducida en Europa (Baja Sajonia, otras regiones de Alemania y los Países Bajos).